# Pheidole longicornis
Pheidole longicornis är en myrart som beskrevs av Carlo Emery 1888. Pheidole longicornis ingår i släktet Pheidole och familjen myror. Inga underarter finns listade i Catalogue of Life.